# ماركو بركيتش
ماركو بركيتش (بالصربية: Марко Бркић) مواليد 29 أغسطس 1981 في بلغراد، جمهورية صربيا الاشتراكية، هو لاعب كرة سلة صربي. بدأ مسيرته الاحترافية في سنة 2000.

## المسيرة الاحترافية
لعب مع نادي إيجوكيا لكرة السلة في موسم 2006–2007، ثم لعب مع نادي فوتسوافك لكرة السلة في موسم 2008–2009، ثم لعب مع نادي رادنيتشكي كراغوييفاتس لكرة السلة في موسم 2009–2010، ثم لعب مع تورو زغورجيلتس في موسم 2010–2011.